# Фокбек
Фокбек (њем. Fockbek) општина је у њемачкој савезној држави Шлезвиг-Холштајн. Једно је од 165 општинских средишта округа Рендсбург. Према процјени из 2010. у општини је живјело 6.332 становника. Посједује регионалну шифру (AGS) 1058054.

## Географски и демографски подаци
Фокбек се налази у савезној држави Шлезвиг-Холштајн у округу Рендсбург. Општина се налази на надморској висини од 12 метара. Површина општине износи 26,6 km². У самом мјесту је, према процјени из 2010. године, живјело 6.332 становника. Просјечна густина становништва износи 238 становника/km².